# Chalmersspexet Vera
Chalmersspexet Vera, även kallat Veraspexet, bildades 2003 ur det tidigare Chalmersspexet som blev uppdelat i två delar, Vera och Bob.
Veraspexet skiljde sig från Bobspexets klassiska orkester och manliga ensemble genom en helt kvinnlig ensemble, elförstärkt band och att ensemblisterna använder mikrofon. Veraspexet spelade också i en annan lokal, RunAn i Chalmers kårhus.
Målet var dock detsamma för båda spexen: En föreställning med musik, sång och en god portion humor.
Veraspexet bestod av cirka 30 personer.
Veraspexet uppkallades efter Vera Sandberg som 1917 blev Sveriges första kvinnliga ingenjör.
År 2020 lades Bob och Vera ner och nya Chalmersspexet skapades med blandad ensemble.

## Veraspex genom tiderna
- 2003 – Mata Hari
- 2004 – Phileas Fogg
- 2005 – Arthur
- 2006 – Amelia Earhart
- 2007 – Frankenstein
- 2008 – Wyatt Earp & Doc Holliday
- 2009 – Taj Mahal
- 2010 – Lucia
- 2011 – Karl XII
- 2012 – Bröderna Lumière
- 2013 – Zheng
- 2014 – Jeanne d'Arc
- 2015 – Anne Bonny
- 2016 – Al Capone
- 2017 - Michelangelo
- 2018 - Ada Lovelace
- 2019 - Karin Månsdotter